# Porch
"Porch" is een nummer van de Amerikaanse rockband Pearl Jam en staat op het debuutalbum van de band: Ten uit 1991 (dat in de Verenigde Staten 13 miljoen keer verkocht is). Porch werd in december 1990 voor het eerst live gespeeld toen de band nog Mookie Blaylock heette. Sindsdien is het nummer meer dan vierhonderd keer live gespeeld, en daarmee een van de meest gespeelde live-nummers van Pearl Jam. Andere veelgespeelde nummers zijn Even Flow, Alive, Black en Jeremy.
Porch is het afsluitende nummer van de band tijdens het 1992 MTV Unplugged optreden. Tijdens de jamsessie schrijft zanger Eddie Vedder de tekst “Pro-Choice!” op zijn arm, refererend aan zijn standpunt omtrent abortus. Het nummer zelf heeft geen overduidelijk verband met abortus, en gaat waarschijnlijk over een scheiding of het onverwacht verliezen van een geliefde in bredere zin. Toen Pearl Jam het nummer voor het eerst speelde, zei Vedder: "Dit nummer gaat erover dat als je van iemand houdt, je het deze persoon ook moet zeggen".. Ook zegt Vedder over het nummer: “het gaat erover... hoe willekeurig levens worden afgenomen”.

## Porchop Pinkpop 1992
Tijdens het Pinkpop 1992 optreden van de band sprong Eddie Vedder tijdens Porch vanaf een camerakraan in het publiek. Het moment wordt als meest legendarische van de Pinkpopgeschiedenis beschouwd door organisator Jan Smeets en stemmend publiek.